# Eighth Avenue (stacja metra)
Eighth Avenue – stacja metra nowojorskiego, na linii N. Znajduje się w dzielnicy Brooklyn, w Nowym Jorku i zlokalizowana jest pomiędzy stacjami 59th Street i  Fort Hamilton Parkway. Została otwarta 22 czerwca 1915.